# Veitjärvi
Veitjärvi är en sjö i kommunen Kivijärvi i landskapet Mellersta Finland i Finland. Den är 1,5 meter djup. Arean är 38 hektar och strandlinjen är 3,61 kilometer lång. Sjön  ingår i Kymmene älvs huvudavrinningsområde.   Den ligger omkring 110 kilometer norr om Jyväskylä och omkring 330 kilometer norr om Helsingfors. 